# يعقوبية رمادية
يعقوبية رمادية أو الشيخة الرمادية (الاسم العلمي: Jacobaea incana)، نوع نبات من جنس اليعقوبية وفصيلة النجمية. ينتشر هذا النوع في جبال الألب الشرقية إلى جبال الأبينيني والكاربات.